# Người Nga
Người Nga (tiếng Nga: русские, đã Latinh hoá: russkiye) là một sắc tộc Đông Slav, sống chủ yếu ở Nga và các nước láng giềng. Theo điều tra dân số năm 2002, người Nga bản địa chiếm khoảng 80% dân số của Nga.
Phần lớn người Nga sinh sống ở Liên bang Nga, các nhóm thiểu số đáng chú ý tồn tại ở các quốc gia Liên Xô cũ khác như Belarus, Kazakhstan, Moldova, Ukraina và các nước Baltic. Một nhóm Nga kiều lớn (đôi khi bao gồm cả người nói tiếng Nga, tức là những người nói tiếng Nga không phải là người Nga) cũng tồn tại trên khắp thế giới, với những con số đáng chú ý trong Hoa Kỳ, Đức, Brasil và Canada. văn hóa của dân tộc Nga có truyền thống lâu đời và nó là nền tảng cho văn hóa hiện đại của toàn nước Nga. Tiếng Nga ban đầu là ngôn ngữ của người Nga. Họ theo lịch sử Kitô giáo chính thống theo tôn giáo.
Dân tộc Nga được hình thành từ bộ lạc Đông Slav và tổ tiên văn hóa của họ là từ Rus' Kiev. Từ tiếng Nga của người dân tộc Nga có nguồn gốc từ người của Rus' và lãnh thổ của Rus'. Người Nga có chung nhiều đặc điểm lịch sử và văn hóa với các dân tộc châu Âu khác và đặc biệt là với các nhóm dân tộc Đông Slav khác, đặc biệt là Belarus và Ukraina. Nhiều nhóm dân tộc có một lịch sử chung trong Liên Xô cũ và Đế quốc Nga, có ảnh hưởng trong việc truyền bá văn hóa và tiếng Nga. Tiếng Nga là chính thức ở Nga, Belarus, Kazakhstan, Kyrgyzstan và Tajikistan, và cũng được nói ngôn ngữ ở nhiều quốc gia thuộc Liên Xô cũ.